# Švošov
Švošov (bis 1927 slowakisch auch „Šôšov“; ungarisch Sósó) ist eine Gemeinde im Okres Ružomberok innerhalb des Žilinský kraj im Norden der Slowakei mit 864 Einwohnern (Stand 31. Dezember 2024).

## Geographie
Die Gemeinde befindet sich im Durchbruchstal der Waag an deren rechtem Ufer bei der Mündung des Baches Komjatná, zwischen dem Bergland Oravská vrchovina im Norden und der Großen Fatra im Süden. Das Ortszentrum liegt auf einer Höhe von 470 m n.m. und ist 14 Kilometer von Ružomberok entfernt (Straßenentfernung).
Nachbarorte sind Žaškov und Komjatná im Norden, Hrboltová (Stadtteil von Ružomberok) im Osten, Hubová im Süden und Stankovany im Westen.

## Geschichte
Der Ort entstand in der zweiten Hälfte des 15. Jahrhunderts auf dem Herrschaftsgebiet der Burg Likava. Am Anfang des 16. Jahrhunderts wurde das Dorf von den Walachen besiedelt. Namentlich erwähnt ist Švošov z. B. im Jahr 1572 als Ssossow. 1625 sind in einem Verzeichnis fünf walachische Höfe erwähnt und es gab eine kleine Mühle. 1784 zählte man 30 Häuser und 321 Einwohner und 1828 63 Häuser und 437 Einwohner, die in Land- und Forstwirtschaft sowie Flößerei beschäftigt waren.
Bis 1918 gehörte der im Komitat Liptau liegende Ort zum Königreich Ungarn und kam danach zur Tschechoslowakei beziehungsweise heute Slowakei. 1994 wurde die Sieben-Schmerzen-Kirche geweiht, die die 1798 erbaute Matthäuskapelle ersetzte.

## Bevölkerung
| Jahr                | 1994 | 2004    | 2014    | 2024    |
| ------------------- | ---- | ------- | ------- | ------- |
| Anzahl der Personen | 772  | 824     | 818     | 864     |
| Unterschied         |      | +6,73 % | −0,72 % | +5,62 % |

| Jahr                | 2023 | 2024    |
| ------------------- | ---- | ------- |
| Anzahl der Personen | 860  | 864     |
| Unterschied         |      | +0,46 % |

Nach der Volkszählung 2011 wohnten in Švošov 825 Einwohner, davon 807 Slowaken, acht Tschechen und ein Russine. Neun Einwohner machten keine Angabe. 777 Einwohner bekannten sich zur römisch-katholischen Kirche, neun Einwohner zur evangelischen Kirche A. B, drei Einwohner zur griechisch-katholischen Kirche und je ein Einwohner zur orthodoxen Kirche und zur tschechoslowakisch-hussitischen Kirche. 21 Einwohner waren konfessionslos und bei 13 Einwohnern ist die Konfession nicht ermittelt.
Ergebnisse der Volkszählung 2001 (810 Einwohner):
| Nach Ethnie: - 99,26 % Slowaken - 0,49 % Tschechen - 0,12 % Magyaren | Nach Konfession: - 97,41 % römisch-katholisch - 1,11 % evangelisch - 0,86 % keine Angabe - 0,49 % konfessionslos - 0,12 % tschechoslowakisch-hussitisch |

## Verkehr
Es gibt eine Haltestelle an der Bahnstrecke Žilina–Košice. An die Straße 1. Ordnung 18 ist Švošov über eine Brücke in Ľubochňa verbunden.